# De Voorlopers
De Voorlopers, of de Hailene, zijn in de boekenserie het Rad des Tijds, geschreven door Robert Jordan, een leger Seanchanen die Randland voor de Corenne moeten verkennen.

## Falme.
De Hailene veroverde onder leiding van hoogheer Turak de stad Falme op de Kop van Toman. Na de legers uit Arad Doman en Tarabon te hebben vernietigd plande Turak terug te zeilen naar Seanchan met zijn buit. De komst van de Witmantels en Rhand Altor zorgde er echter voor dat hij de dood vond.
De helden van de Hoorn van Valere werden opgeroepen door Mart Cauton en de Seanchaanse bezetters werden teruggedreven in zee. Hoogvrouwe Suroth nam hierna het bevel over en bezette de Zeevolkeilanden.

## Tarabon, Amadicia en Altara.
Na deze mislukte poging veroverde Suroth Sabelle Meldarath Tarabon. Na het land tot rust te hebben gebracht stootte ze door naar Amador. De stad werd veroverd, en na de slag bij Jeremal werd heel Amadicia daaraan toegevoegd.
Tegelijkertijd werd een vloot naar Ebo Dar - de hoofdstad van Altara - gezonden. De stad werd ingenomen en koningin Tylin zwoer eden aan Seanchan. Het zuiden van Altara werd al snel daarna bezet, maar Rhand Altor sloeg met zijn Asha'man de Seanchanen terug naar Ebo Dar. Door de komst van Tuon en de Corenne is de rol van Hailene sterk ingekort.